# Piqueti
Piqueti Djassi Brito Silva (Bisáu, 12 de febrero de 1993), simplemente conocido como Piqueti, es un futbolista bisauguineano que juega como delantero en el Tuwaiq Club y en la selección de fútbol de Guinea-Bisáu. Cuenta también con pasaporte portugués y representó a Portugal a nivel sub-20.